# 한백록
한백록(韓百祿, 1555년∼1592년)은 조선 중기의 무신으로 본관은 청주(淸州), 자는 수지(綬之)이다.

## 생애
춘천 태생으로 한경인(韓敬仁)의 손자이며, 한굉(韓硡)의 아들이다. 진잠현감, 지세포만호, 부산진첨사를 역임했다. 임진왜란 때 경상우수사 원균과 전라좌수사 이순신의 휘하에서 옥포, 합포 해전에 참전했으며, 미조항 싸움에서 전사했다. 사후 1811년 충장(忠莊)이라는 시호를 받았다.

## 대중 문화
2004년부터 2005년까지 KBS에서 방영한 사극 《불멸의 이순신》에서는 김응석이 한백록을 연기하였다.